# The Sims 3
The Sims 3 è un videogioco di simulazione di vita reale in commercio negli USA dal 2 giugno 2009 e nel resto del mondo dal 5 giugno 2009, parte del franchise The Sims.
Fu annunciato dal distributore Electronic Arts nel novembre 2006. Il 19 marzo 2008 aprì il sito ufficiale, che presentò alcune delle nuove caratteristiche di gioco, come la maggiore possibilità di personalizzazione dei Sims e degli oggetti, personalità più complesse, maggiore arbitrarietà e la facoltà di spostarsi nel quartiere usando diversi mezzi di trasporto. All'E3 2010 venne annunciata la versione per console per l'inverno 2010, mentre il 6 maggio 2013 la EA Games annunciò il seguito The Sims 4, sviluppato in collaborazione con Maxis.

## Modalità di gioco
I Sim non vivono più in un quartiere, ma in veri e propri mondi che possono essere personalizzati costruendo case e lotti comunitari e aggiungendo nuovi abitanti, e in cui ci si può muovere liberamente spostandosi da un lotto all'altro con diversi mezzi di trasporto, senza nessuna schermata di caricamento a segnalare lo spostamento da una zona all'altra. I lotti comunitari si dividono in ludici (come parchi, palestre, supermercati e cinema) e lavorativi (come il municipio, l'ospedale e l'ufficio affari). 
Il giocatore può controllare una sola famiglia alla volta, pertanto sono attivi dei meccanismi di "progressione della storia" grazie ai quali anche gli altri Sim in città vivono, invecchiano e muoiono senza che il giocatore faccia nulla. Le fasi della vita sono sette (neonato, bebè, bambino, adolescente, giovane adulto, adulto e anziano) e si può impostare la durata di ciascuna. I Sim muoiono di vecchiaia oppure prematuramente per cause come incendi, fame, annegamento e folgorazione.
Il mondo principale del gioco è Sunset Valley (Moonlight Bay nella versione per console); altri mondi possono essere ottenuti attraverso le espansioni o acquistandoli sullo Store di The Sims 3 in cambio di denaro o SimPoint, ad eccezione di Riverview che è gratuito. Sunset Valley e alcuni degli altri mondi hanno legami con The Sims e The Sims 2: ad esempio, Sunset Valley è il quartiere di The Sims 25 anni prima, e Pleasantview da The Sims 2 50 anni prima. Diversi personaggi che appaiono in altri giochi del franchise ritornano nei mondi di The Sims 3, a volte nelle loro versioni più giovani.
I Sim possono svolgere diversi lavori a cui sono legate delle sfide casuali per ottenere aumenti salariali, premi in denaro o relazioni migliorate con altri Sim. Hanno sei bisogni da soddisfare (fame, vescica, energia, divertimento, igiene e socializzazione) e una barra dell'umore che si riempirà se accadranno fatti piacevoli (come un matrimonio o la nascita di un figlio) ma si svuoterà se avverranno eventi spiacevoli (come la morte di un parente o un licenziamento). Il sistema di Desideri e Paure presente in The Sims 2 è sostituito dai soli Desideri, esaudendo i quali si ricevono dei punti di Felicità Vitalizia che possono essere spesi per ottenere premi. Ciascun Sim ha inoltre un Desiderio Vitalizio da esaudire entro la morte.
Il gioco introduce un sistema avanzato di personalizzazione con lo strumento "Crea uno stile", che permette di modificare colori, materiali e disegno di ogni abito e oggetto.

### Crea un Sim
The Sims 3 introduce più opzioni di personalizzazione dei Sim rispetto a The Sims 2. Come nei capitoli precedenti, il giocatore può scegliere nome, età, colore della pelle (sia realistici che di fantasia come verde e viola), pettinatura, abbigliamento e personalità. Tra le fasi della vita di adolescente e adulto ne viene aggiunta una inedita, quella di giovane adulto, precedentemente introdotta in The Sims 2 nel solo expansion pack dedicato all'università. Pacchetti e aggiornamenti successivi hanno permesso di regolare la dimensione del seno e la definizione dei muscoli, e di aggiungere i tatuaggi.
Per la personalità dei Sim, il gioco si basa su un sistema di tratti selezionabili da una lista (cinque al massimo nel caso di un Sim adulto) e generalmente divisi in quattro categorie: Mentali, Fisici, Sociali e Stile di vita. I tratti influenzano comportamenti e desideri del Sim, e possono facilitare o rendere più difficoltoso l'avanzamento nel lavoro, nella socializzazione o nell'apprendimento delle abilità.

### Abilità
Interagendo con determinati oggetti, i Sim possono apprendere diverse abilità, ciascuna avente dieci livelli di specializzazione. Migliorare le abilità è utile per avanzare di carriera oppure sblocca delle interazioni avanzate: ad esempio, un Sim abile nel giardinaggio potrà piantare semi rari che un Sim meno capace non può coltivare. Le abilità base sono Logica, Cucina, Pittura, Giardinaggio, Scrittura, Atletica, Manualità, Carisma e Pesca, mentre nuove abilità sono state aggiunte con gli expansion pack.

### Carriere
Il gioco permette ai Sim di avere una carriera tra Affari, Culinaria, Criminale, Educazione, Giornalismo, Polizia, Medicina, Musicale, Politica, Scienze e Sport professionistico, oppure un lavoro part-time (disponibile anche per gli adolescenti) alla libreria, al supermercato, al centro estetico o al mausoleo. Ogni expansion pack aggiunge nuove possibilità di carriera, come quella Cinematografica in Late Night. I Sim lavorano in edifici chiusi il cui interno è invisibile e inaccessibile al giocatore, il quale può soltanto scegliere quanto debba impegnarsi il Sim durante l'orario di lavoro oppure se dedicarsi alla socializzazione con il capo e/o i colleghi: ciò influisce – insieme all'umore e alle abilità – sul rendimento lavorativo, così come le sfide da completare lanciate saltuariamente al giocatore. Un buon rendimento permette al Sim di essere promosso fino a raggiungere il vertice della carriera (livello 10). Per la prima volta nel franchise, alcune carriere hanno delle diramazioni che si sviluppano solitamente dal livello 6: ad esempio, nella carriera Musicale si può scegliere se specializzarsi in Musica sinfonica o Rock.
L'expansion pack Ambitions introduce cinque professioni: Vigile del fuoco, Acchiappa-fantasmi, Investigatore, Progettista architettonico e Stilista. Alcune di esse si svolgono in un lotto comunitario giocabile, come Vigile del fuoco o Stilista, mentre le altre sono lavori freelance. I giocatori possono cercare incarichi nel quartiere e seguirli di persona: ad esempio, un progettista architettonico può visitare le case di altri Sim e ridecorarle in cambio di denaro ed esperienza lavorativa. I Sim possono anche registrarsi come professionisti indipendenti al municipio e guadagnarsi da vivere grazie alle loro abilità, vendendo dipinti, scrivendo romanzi, suonando la chitarra in cambio di mance o coltivando frutta e verdura. Possono anche investire nelle attività commerciali del quartiere e ricevere una percentuale dei profitti.

### Famiglie
I Sim possono avere delle famiglie: il giocatore può crearle in Crea un Sim stabilendo i rapporti di parentela, oppure far incontrare i Sim tra loro manualmente. Giovani adulti e adulti possono provare ad avere dei figli, un'opzione disponibile anche ai maschi anziani con una partner più giovane, sebbene in questo caso il concepimento sia più difficile. Per poter provare ad avere un figlio, il rapporto tra i due Sim di sesso opposto dev'essere "Inciucio" o superiore. Se il concepimento va a buon fine viene riprodotta una melodia. Le Sim incinte sviluppano lo stato umorale "Nausea per cause sconosciute" i cui sintomi persistono per una giornata, dopodiché la gravidanza viene rivelata e indossano i vestiti da maternità, che non possono essere cambiati fino al parto. La gestazione dura tre giorni, durante i quali le Sim incinte non vanno a lavorare, pur percependo lo stipendio. Alcune azioni o esercizi fisici sono inibiti durante la gravidanza, i cui sintomi più comuni, una volta passate le nausee, sono mal di schiena e maggior appetito. Quando la Sim va in travaglio, può partorire in ospedale o in casa. Dopo la nascita, il neonato richiede cure assidue o rischia di essere prelevato dai servizi sociali, che possono presentarsi a portarlo via anche quando già frequenta le scuole elementari o superiori. Se i genitori devono uscire di casa, possono assumere un babysitter che si occupi dei figli durante la loro assenza.

### Compra e Costruisci
Si possono disegnare case e lotti comunitari grazie alle due modalità Compra e Costruisci, che conservano le caratteristiche principali già osservate nei capitoli precedenti del franchise. La modalità Costruisci viene usata per erigere muri, dipingerli, aggiungere scale, porte e finestre, posare pavimenti, creare fondamenta, scantinati, piscine e laghetti. Alcuni expansion pack aggiungono strumenti come la modellazione del terreno. Il giocatore non può costruire o posizionare oggetti all'esterno del lotto su cui sta lavorando. La modalità Compra contiene tutti i complementi d'arredo, dagli elettrodomestici ai letti, dagli oggetti necessari a sviluppare le abilità alle decorazioni per la casa.
Le due modalità sono più avanzate rispetto ai giochi precedenti: si usa ancora una griglia di posizionamento, ma essa è più flessibile e si possono posare gli oggetti a cavallo delle piastrelle o senza alcun aiuto della griglia. Le espansioni hanno aggiunto una modalità Progetto, che mette a disposizione delle planimetrie già pronte da posizionare sul lotto. Lo strumento Crea uno stile aiuta a modificare colore, materiale o fantasia dei mobili.

### Crea uno scenario
Il 29 ottobre 2009, Electronic Arts ha annunciato il software "Crea uno scenario", un editor di mondi che permette ai giocatori di creare città personalizzate da zero da usare all'interno di The Sims 3, distribuito in versione beta il 16 dicembre 2009 per il download gratuito su PC Windows. Il programma permette di personalizzare i lotti, scegliere la tinta dei terreni, aggiungere strade, vegetazione e decorazioni come fari e torri idriche. È possibile importare i progetti per i mondi da file PNG e condividere le creazioni sull'Exchange affinché vengano scaricate da altri.

## The Sims 3 Store
Un nuovo servizio, The Sims 3 Store, dà la possibilità di comprare oggetti, acconciature, vestiti e scenari per i Sim. Tutto questo con dei soldi virtuali chiamati SimPoint. Nello Store ci sono molte possibilità di scelta, come l'Exchange, dove si può scaricare il materiale creato da altri utenti. I SimPoint si possono ottenere facendo una ricarica con la carta di credito, oppure con una carta apposita. Con The Sims 3 Store è possibile anche ordinare le nuove espansioni e stuff pack.

## Contenuti extra
Nel sito ufficiale di The Sims 3, una volta registrata la copia del gioco, è possibile accedere ad assortimento di nuovi oggetti scaricabili. Questi sono divisi in due categorie: nell'Exchange sono presenti gli oggetti realizzati in Stile Personale da altri giocatori (che naturalmente sono stati condivisi), scaricabili dal sito gratuitamente. Cosa diversa per lo Store, che prevede un pagamento di SimsPoints. Inoltre è reso disponibile il download gratuito di una nuova cittadina, Riverview, per chi registra il gioco.
A fine ottobre 2010 è uscita l'edizione del gioco per Xbox 360, Nintendo Wii, Nintendo DS e PS3.

## Espansioni
Le espansioni di The Sims 3 sono 11 e contengono nuove funzionalità e nuovi oggetti: l'ultima è uscita il 22 ottobre 2013 negli Stati Uniti e il 24 ottobre 2013 in Europa.
- Travel Adventures
- Ambitions
- Late Night
- Generations
- Animali & Co.
- Showtime
- Supernatural
- Stagioni
- Vita universitaria
- Isola da sogno
- Into the Future

### Spin-off
The Sims Medieval è il primo spin-off per il videogioco ambientato in uno scenario medievale.

## Applicazioni accessorie
Gli strumenti esterni al gioco The Sims 3: Crea un mondo e The Sims 3: Crea un motivo sono disponibili solo in download dal sito ufficiale di The Sims 3.
The Sims 3: Crea un mondo (The Sims 3: Create a World) dà la possibilità al giocatore di creare interi scenari di gioco, costruendo strade, marciapiedi, montagne, valli ecc. Permette di importare disegni da Photoshop e condividere le proprie creazioni nell'exchange di The Sims 3.

## Stuff Packs
Gli Stuff Packs sono nove mini-espansioni che aggiungono a The Sims 3 nuovi oggetti e abiti.
- Loft Stuff (anche chiamato High-End Loft Stuff, febbraio 2010): mobili dallo stile innovativo e moderno, insieme ad acconciature e abiti a tema. Include anche tre oggetti ripresi dai precedenti capitoli The Sims e The Sims 2 in occasione del decimo anniversario della serie: un acquario, una chitarra elettrica ed un letto vibrante con la spalliera a forma di cuore.
- Fast Lane Stuff (settembre 2010): veicoli ed oggetti per quattro diversi stili di vita: Corse, Intrighi, Rockabilly e Lusso Classico o Antico.
- Outdoor Living Stuff (febbraio 2011): oggetti per stare all'aria aperta.
- Vivi la Città Stuff (luglio 2011): oggetti per la città.
- Master Suite Stuff (gennaio 2012.): oggetti da usare per costruire una suite di lusso e abiti da notte eleganti.
- Katy Perry Dolci Sorprese (giugno 2012): abiti, acconciature e oggetti ispirati ai veri oggetti di scena di Katy Perry.
- Diesel Stuff (luglio 2012): oggetti e abiti marcati Diesel.
- 70s, 80s, & 90s Stuff (gennaio 2013): oggetti e acconciature in stile anni '70, anni '80 e anni '90.
- Movie Stuff (settembre 2013): oggetti e costumi riguardanti il mondo di Hollywood.

## Edizioni speciali

### Collector's Edition
Una versione per collezionisti dal 2009 è disponibile nei negozi insieme alla versione normale di The Sims 3. C'è un numero limitato di copie in tutto il mondo e chi pre-ordina il prodotto da alcuni selezionati rivenditori riceve contenuti esclusivi e un poster speciale del nuovo vicinato di The Sims.
The Sims 3 Collector's Edition include:
- Il gioco The Sims 3 in versione PC.
- La chiavetta USB The Sims Plumbob USB con diamante verde.
- Un'esclusiva auto italiana disponibile solo per questa versione.
- Guida con trucchi e consigli.
- Adesivi The Sims 3.

## Data di uscita
L'uscita del gioco era stata posticipata dalla precedente del 20 febbraio 2009 e dal 5 giugno 2009 è in commercio in tutti i negozi. Intanto il videogame ha già fatto la sua comparsa su App Store, lo store di applicazioni per iPhone e iPod touch, il giorno 2 giugno 2009. Nella seconda parte del 2011 è uscita la versione compatibile anche con Android, anch'essa con grande successo.
Il 5 giugno 2009 è uscito The Sims 3 per computer (compatibile sia con Windows Vista che con Windows XP). Il terzo capitolo si conferma subito un successo, infatti, già dalla prima settimana ha venduto 1,4 milioni copie, secondo le stime del publisher di Redwood City. I dati riguardano la versione PC e quella Mac del gioco, con più di 7 milioni di download per quanto riguarda i contenuti creati da utenti all'interno del medesimo periodo. Le recensioni risultano positive, con un 87% dal sito Metacritic e un 86,74% dal sito GameRankings. È stato così annunciato per la fine del 2010 il capitolo per PlayStation 3, Xbox 360, Wii ed altre console.
Il titolo per console include le possibilità di The Sims 3 insieme alle prime due espansioni e ai primi tre stuff packs (compreso cioè Outdoor Living Stuff).

## Accoglienza
La rivista Play Generation diede alla versione per PlayStation 3 un punteggio di 88/100, apprezzando il fatto che fosse quasi identica alla completissima versione per PC, il karma, le sfide e le opzioni che lo rendevano infinito e come contro i caricamenti frequenti, qualche rallentamento e l'impossibilità di accelerare il tempo più di tanto, finendo per trovarlo il miglior titolo della serie mai visto su console, un gioco ricchissimo e quasi infinito, che avrebbe fatto impazzire i fan di questo tipo di simulazione. La stessa testata lo classificò come il secondo migliore titolo di strategia del 2010.